# 神鳳 (呉)

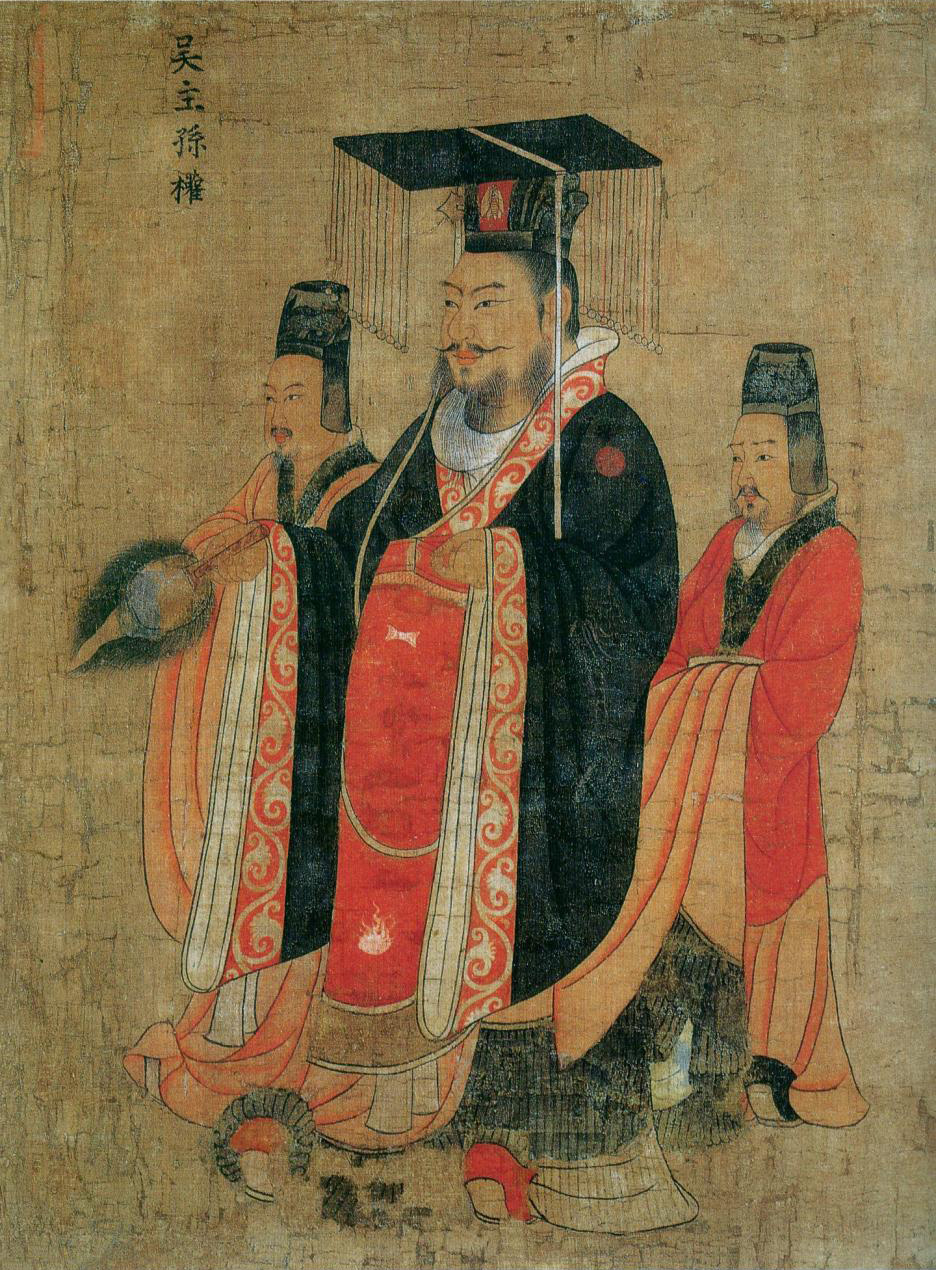
孫権

神鳳（しんぽう）は、呉の大帝孫権の治世に行われた元号。252年。

## 出来事
- 元年2月：太元2年を神鳳と改元。
- 元年4月：孫権崩御。建興と改元。

## 西暦・干支との対照表
| 神鳳 | 元年  |
| 西暦 | 252年 |
| 干支 | 壬申  |

## 他元号との対照表
| 神鳳 | 元年   |
| 魏   | 嘉平4  |
| 蜀   | 延熙15 |